# Jörg Fleischhauer
Jörg Fleischhauer (* 22. August 1939 in Dresden) ist ein deutscher Chemiker und Physiker sowie Emeritus für Theoretische Chemie an der RWTH Aachen.

## Leben
Nachdem die Familie 1951 von Eisenach in der damaligen DDR in die Bundesrepublik umgezogen war, besuchte Jörg Fleischhauer das Städtische Gymnasium in Hagen und in Wetter (Ruhr), wo er 1959 das Abitur ablegte. Zum Sommersemester 1959 ging er zum Chemie- und Physik-Studium an die Rheinische Friedrich-Wilhelms-Universität Bonn. Hier wurde er im Corps Rhenania aktiv und noch im selben Jahr recipiert. 1965 erlangte er das Diplom in Physik und 1966 in Chemie. 1968 wurde er in Bonn bei Friedhelm Korte zum Dr. rer. nat. promoviert.
Als Hans-Dieter Scharf aus dem Arbeitskreis Korte 1968 einen Ruf an die RWTH Aachen erhielt, folgte er ihm als wissenschaftlicher Assistent. 1973 habilitierte er sich in Aachen im Fach Theoretische Chemie. Von 1974 bis 2004 war Fleischhauer Professor für Theoretische Chemie an der RWTH Aachen. Ab 1984 ging er für verschiedene längere wissenschaftliche Tätigkeiten an die Universität Alexandria, die University of Utah, die University of Colorado Boulder und die Colorado State University. Seine Forschungsschwerpunkte waren Circulardichroismus von Biomolekülem und organischen Molekülen, Magnetischer Circulardichroismus insbesondere von cyclischen Polyenen und Quantenmechanische Rechnungen.
Seit 1972 gehört Fleischhauer dem Corps Thuringia Leipzig an. 2016 wurde er Corpsschleifenträger der Saxonia-Berlin zu Aachen.

## Schriften
- mit A. Wollmer: The Influence of the Aromatic Amino Acid Side-Chains on the Sign of theSoret Cotton Effect in Chironomus Hemoglobin (CT III). Zeitschrift für Naturforschung 1972, 27b, S. 530–532.
- mit A. Wollmer, W. Straßburger, H. Thiele, D. Brandenburg, G. Dodson, D. Mercola: Side-Chain Mobility and the Calculation of Tyrosyl Circular Dichroism of Proteins, in: Biophysical Journal 1977, 20, S. 233–243.
- mit W. Straßburger, A. Wollmer, H. Thiele, W. Steigmann, E. Weber: Calculation of the Circular Dichroism of Chironumus Hemoglobin in the Light of the Quality of its X-Ray Structure.  Zeitschrift für Naturforschung 1978 33b, S. 908–911.
- mit Gerhard Raabe: Semiempirische Rechnungen zum Einfluß des Lösungsmittels auf die Protonierungsenergie des Anilins, des Ammoniaks und einiger aliphatischer Amine. Zeitschrift für Naturforschung 1982, 37a, S. 46–50.
- mit W. Straßburger, U. Glatter, A. Wollmer, D. A. Mercola, T. L. Blundell, I. Glover, J. E. Pitts, I. J. Tickle, S. P. Wood: Calculated Tyrosyl Circular Dichroism of Proteins. FEBS Letters 1982, 139, S. 295–299.
- mit G. Raabe: Semiempirische Rechnungen zur Protonenaffinität unverzweigter aliphatischer Amine. Zeitschrift für Naturforschung 1984, 39a, S. 486–489.
- mit H. Niephaus, W. Schleker: CNDO/S-CI-Rechnungen zum Circular Dichroismus von Disulfidbrücken in Proteinen im nahen UV. Zeitschrift für Naturforschung 1985, 40a, S. 1304–1310.
- mit W. Schleker: Zum Circular-Dichroismus von Disulfidbrücken in Proteinen. Teil 2. Vergleichende CNDO/S- und INDO/S-Rechnungen. Zeitschrift für Naturforschung 1987, 42a, S. 361–366.
- mit G. Raabe: Borinine (Borabenzene): Its Structure and Vibrational Spectrum. A Quantumchemical Study. Zeitschrift für Naturforschung 1987, 42a, S. 352–360.
- mit B. Kramer, Josef MichlMagnetischer Circular Dichroismus (MCD) von cyclischen pi-Elektronensystemen mit 4N±1 Elektronen. Zeitschrift für Naturforschung 1993, 48a, S. 1243–1255.
- mit U. Höweler, J. W. Downing, J. Michl: MCD of non-aromatic cyclic pi-electron systems. Part 1. The perimeter model for antiaromatic 4N-electron[n]annulene biradicals. Journal of the Chemical Society, Perkin Transition 2 1998, S. 1101.
- Magnetic circular dichroism of non-aromatic cyclic pi-electronsystems. 2.[1] The perimeter model for high-symmetry "unaromatic" and "ambiaromatic"molecules derived from 4N-electron [n]annulenes. in: Spectrochimica Acta Part A 1999, 55, S. 585–606.
- mit U. Höweler, J. Michl: MCD of Nonaromatic Cyclic pi-Electron Systems. 3¹. The Perimeter Model forLow-Symmetry "Unaromatic" and "Ambiaromatic" Molecules Derived from 4N-Electron[n] Annulenes. The Journal of Physical Chemistry A 2000, 104, S. 7762–7775.
- mit J. Michl: MCD of Nonaromatic Cyclic pi-Electron Systems. 4¹. Explicit Relations between Molecular Structure and Spectra. The Journal of Physical Chemistry A 2000, 104, S. 7776–7784.
- mit S. Gabriel, A. Job, D. Enders, A. Wollmer: CD-Spectroscopic Investigations for the Determination of the Absolute Configurationof (4R, 6S, 7S)-Serricornin, in: Zeitschrift für Naturforschung A 2001, 56b, S. 1344–1348.